# Abd-al-Ghaffar (nom)
Abd-al-Ghaffar és un nom masculí teòfor àrab islàmic —en àrab عبد الغفار, ʿAbd al-Ḡaffār— que literalment significa «Servidor de l'Indulgent», essent «l'Indulgent» un dels epítets de Déu. Si bé Abd-al-Ghaffar és la transcripció normativa en català del nom en àrab clàssic, també se'l pot trobar transcrit Abdul Ghaffar... normalment per influència de la pronunciació dialectal o seguint altres criteris de transliteració. Com a teòfor, també el duen molts musulmans no arabòfons que l'han adaptat a les característiques fòniques i gràfiques de la seva llengua.